# Bažantnice (Dražeň)
Bažantnice je malá osada, která se nachází v okresu Plzeň-sever v Plzeňském kraji mezi obcí Dražeň, pod kterou právně spadá, a odbočkami na Hvozd a Osojno. Od Manětína je vzdálena cca sedm kilometrů, od Plzně pak asi 27 kilometrů. Osadou prochází silnice II/205, která začíná u Nové Hospody a dále pokračuje do Manětína a Žlutic. Do této komunikace zde ústí silnice třetí třídy č. 2042, vedoucí z Dolní Bělé přes Líté.
Dříve na místě současné osady stál jen dvůr, ke kterému přiléhal Bažantnický rybník. Ten je v historických pramenech zmiňován už v roce 1616, o dvoře je možné najít záznam z roku 1737. V současnosti tvoří osadu kolem dvaceti domů, z toho jen několik je trvale obydleno. Za rybníkem na druhé straně silnice je chatová kolonie, která vznikla ve druhé polovině dvacátého století.
Na západ od osady se rozkládá areál fotbalového hřiště, kde v letech 2000 až 2015 pořádala Hvězdárna a planetárium Plzeň Letní astronomická praktika – Expedice. Od 1. července 2016 byla organizace sloučena s Hvězdárnou v Rokycanech a pořádání akce převzal nový subjekt – Hvězdárna v Rokycanech a Plzni.

## Okolí
Severovýchodně od Bažantnice se nachází Osojno, na jihu Dražeň, jihozápadním směrem Líté a severozápadně Hvozd. Východním směrem, na svahu kopce Hůrka o nadmořské výšce 575 metrů, se rozprostírá přírodní rezervace smíšeného porostu Osojno.